# 豊通ファッションエクスプレス
豊通ファッションエクスプレス株式会社（英:  TOYOTA TSUSHO FASHION EXPRESS LTD.  ）は、東京都渋谷区神宮前六丁目に本社を置く豊田通商グループの繊維専門商社。

## 沿革
- 1973年 - トーメンを主体とした合弁会社として株式会社ホットラインを設立。
- 1981年 - 大阪支店を設置。
- 1991年
  - 株式会社トーメン・ホットライン・東京に社名変更。大阪支店が分離独立し、株式会社トーメン・ホットライン・大阪を設立。
  - 株式会社トーメンファッションエクスプレスを設立。
- 2001年 - オニールファーイースト株式会社を設立。
- 2005年 - トーメン・ホットライン・東京が、トーメン・ホットライン・大阪及びトーメンファッションエクスプレスと合併し、株式会社トーメンホットラインに社名変更。
- 2006年 - 豊田通商の完全子会社となる。
- 2007年 - オニールファーイーストと合併。豊通ファッションエクスプレス株式会社に社名変更。
- 2016年 - 英文社名をTOYOTA TSUSHO FASHION EXPRESS LTD.に変更。
- 2019年 - ベトナムに現地法人、TOYOTA TSUSHO FASHION EXPRESS VIETNAM COMPANY LIMITED設立。

## 事業所
- 本社
  - 東京都渋谷区神宮前六丁目27番8号   京セラ原宿ビル5階

- 大阪支店
  - 大阪府大阪市中央区南船場4丁目3番11号 大阪豊田ビル